# Loulou (Nguelemendouka)
Pour les articles homonymes, voir Loulou.
Loulou est un village du Cameroun situé dans le département du Haut-Nyong et la région de l'Est.
Il fait partie de la commune de Nguelemendouka.

## Population
Lors du recensement de 2005, Loulou comptais 361 habitants.
Selon le Plan Communal de Développement de Nguelemendouka (2012), la population locale était de 689 personnes.

## Développement
Selon le Plan Communal de Développement de Nguelemendouka (2012), plusieurs mesures ont été envisagées pour le développement de Loulou.
1. Construction et équipement d'un bloc maternel
2. Construction et équipement d'infrastructures dans l'école primaire de Loulou
3. Construction d'un point d’eau dans le village
4. Extension du réseau électrique